# NGC 4129
NGC 4129 est une galaxie spirale barrée vue par la tranche et située dans la constellation de la Vierge. NGC 4129 a été découverte par l'astronome germano-britannique William Herschel en 1786. Cette galaxie a aussi été observée par l'astronome prussien Heinrich d'Arrest le 15 mars 1866 et elle a été inscrite au catalogue NGC sous la désignation NGC 4130.

## Caractéristiques
La classe de luminosité de NGC 4129 est I-II et elle présente une large raie HI. Elle renferme également des régions d'hydrogène ionisé.

### Distance
Sa vitesse par rapport au fond diffus cosmologique est de 1 534 ± 25 km/s, ce qui correspond à une distance de Hubble de 22,6 ± 1,6 Mpc (∼73,7 millions d'al).
À ce jour, une douzaine de mesures non basées sur le décalage vers le rouge (redshift) donnent une distance de 20,608 ± 2,496 Mpc (∼67,2 millions d'al), ce qui est à l'intérieur des valeurs de la distance de Hubble.

## Supernovas
Deux supernovas ont été découvertes dans NGC 4129 : SN 1954aa et SN 2002E.

### SN 1954aa
Cette supernova a été découverte le 2 avril 1954 par l'astrophysicien américano-suisse Fritz Zwicky. Le type de cette supernova n'a pas été déterminé.

### SN 2002E
Cette supernova a été découverte le 16 janvier 2002 par  B. Swift et  W. D. Li dans le cadre du programme LOTOSS de l'observatoire Lick. Cette supernova était de type II.